# 역사추적
《역사추적》은 2008년 11월 22일부터 2009년 6월 22일까지 방송되었던 역사 다큐멘터리 프로그램이다.

## 방송 시간
- 2008년 11월 22일 ~ 2009년 2월 28일 : 매주 토요일 밤 8시 10분
- 2009년 3월 7일 ~ 4월 18일 : 매주 토요일 밤 9시 40분
- 2009년 4월 20일 ~ 6월 22일 : 매주 월요일 밤 11시 30분

## 제작진
20회 ~ 28회
- 진행자 : 한상권 아나운서
- 내레이션 : 원호섭
- 프로듀서 : 신재국
- 연출 : 윤찬규, 손현철, 황대준, 류지열, 고정훈, 나원식, 김영선, 최필곤, 나 영, 이승하
- AD : 오문희, 이동민
- 자료 조사 : 김나영, 정은정

1회 ~ 19회
- 진행자 : 한상권 아나운서
- 내레이션 : 한상권
- 프로듀서 : 장영주
- 연출 : 이완희, 김창범, 공용철, 김정균, 김형운, 류지열, 손현철, 황대준, 고정훈, 김종석, 황응구
- 작가 : 정종숙, 지현주, 고은희, 박민경
- AD : 오승철, 신동운
- 자료 조사 : 신승희, 조수영

## 방송 내용
| 횟수 | 방송 일자        | 제목                                                                              |
| ---- | ---------------- | --------------------------------------------------------------------------------- |
| 01   | 2008년 11월 22일 | 2부작 [문무왕릉비의 비밀] - 제1편, 신라 김씨왕족은 흉노의 후손인가?               |
| 02   | 2008년 11월 29일 | 2부작 [문무왕릉비의 비밀] - 제2편, 왜 흉노의 후예라고 밝혔나?                     |
| 03   | 2008년 12월 6일  | 수라간의 비밀, 왕의 요리사는 남자였나?                                            |
| 04   | 2008년 12월 13일 | 신라해적, 왜 대마도를 침공했나?                                                   |
| 05   | 2008년 12월 20일 | 예식진 묘지명 - 1300년 만에 밝혀진 의자왕 항복의 비밀                             |
| 06   | 2009년 1월 10일  | 광개토대왕 호우 왜 경주에 묻혔나?                                                 |
| 07   | 2009년 1월 17일  | 2부작【제주도 동굴 진지의 비밀】- 제1편: 결 7호 작전 제주도를 사수하라!           |
| 08   | 2009년 1월 24일  | 2부작【제주도 동굴 진지의 비밀】-제2부 자살특공기지를 구축하라!                   |
| 09   | 2009년 1월 31일  | 조선판 킬링필드, 동래성에 무슨 일이 있었나?                                       |
| 10   | 2009년 2월 7일   | <조선 왕릉의 비밀>왕릉은 어떻게 만들어졌나?                                       |
| 11   | 2009년 2월 14일  | 금단의 땅 독도-하치에몬은 왜 처형당했나?                                          |
| 12   | 2009년 2월 28일  | 3.1절 90주년 특집 - [65세 노인은 왜 폭탄을 던졌나? - 노인동맹단과 강우규(姜宇奎)] |
| 13   | 2009년 3월 7일   | 2부작 대발견! 미륵사 사리장엄 - 제1부 639년, 무왕의 마지막 승부수                 |
| 14   | 2009년 3월 14일  | 2부작 대발견! 미륵사 사리장엄 - 백제판 사랑과 전쟁. 서동, 선화공주를 버렸나?      |
| 15   | 2009년 3월 21일  | 남한산성 초대형 기와의 비밀                                                       |
| 16   | 2009년 3월 28일  | 비밀 편지 299통 정조는 왜 정적(政敵)과 밀통했는가?                                |
| 17   | 2009년 4월 4일   | 관우는 왜 조선에서 신이 되었나?                                                   |
| 18   | 2009년 4월 11일  | 임시정부 수립 90주년 특집 - 의친왕을 망명시켜라!                                  |
| 19   | 2009년 4월 18일  | 최강수군의 비밀 - 이순신의 사람들                                                 |
| 20   | 2009년 4월 20일  | 삼별초, 오키나와로 갔는가                                                         |
| 21   | 2009년 4월 27일  | 17세 가야소녀는 왜 순장당했나?                                                    |
| 22   | 2009년 5월 4일   | 흑산도 주민 김이수, 어떻게 정조 임금을 움직였나?                                  |
| 23   | 2009년 5월 11일  | 영산강 아파트형 고분의 미스터리                                                   |
| 24   | 2009년 5월 18일  | 조선 선비의 육아일기                                                              |
| 25   | 2009년 6월 1일   | 최대 고려불화, 수월관음도의 특별한 귀환                                           |
| 26   | 2009년 6월 8일   | 1400년 만의 귀환 - 오우치가의 비밀                                                |
| 27   | 2009년 6월 15일  | 비운의 무장, 흑치상지. 그는 배신자인가                                            |
| 28   | 2009년 6월 22일  | 신라의 미켈란젤로, 양지                                                           |